# Mytilicola intestinalis
Mytilicola intestinalis är en kräftdjursart som beskrevs av Adolphe Adolf Steuer 1903. Mytilicola intestinalis ingår i släktet Mytilicola och familjen Mytilicolidae. Arten är reproducerande i Sverige. Inga underarter finns listade i Catalogue of Life.